# 美国儿科医师学院
美国儿科医师学院（英語：American College of Pediatricians）創立於2002年，是由約五百名提倡復興美國社會保守主義的小兒科醫師所組成的團體。創始者都來自美國小兒科學會，但因為無法接受該學會支持LGBT收養，因此決定脫離原學會，轉而創立此組織以示抗議。截至2016年為止會員人數約為500人。

## 來源
1. ↑  Larsen, Allison Orr,  (PDF), Virginia Law Review, 2014, 100 (8): 1762  [2018-03-25], （原始内容 (PDF)存档于2015-02-26）
2. ↑  . The Progressive Pulse. 2016-09-01  [2021-05-17]. （原始内容存档于2021-10-01） （美国英语）.
3. ↑  Pinto, Nick. . City Pages（英语：City Pages）. 2010-05-26  [2010-11-17]. （原始内容存档于2010-11-17）.
4. ↑  Kranish, Michael. . Boston Globe. 2005-07-31  [2007-10-21]. （原始内容存档于2006-02-08）.
5. ↑  Beale, Stephen. . NC Register. 2016-11-11  [2016-11-14]. （原始内容存档于2016-11-14）.

## 外部連結
- 官方网站